# Primula carpathica
Primula carpathica là một loài thực vật có hoa trong họ Anh thảo. Loài này được Fuss miêu tả khoa học đầu tiên.